# Steen van Rosetta

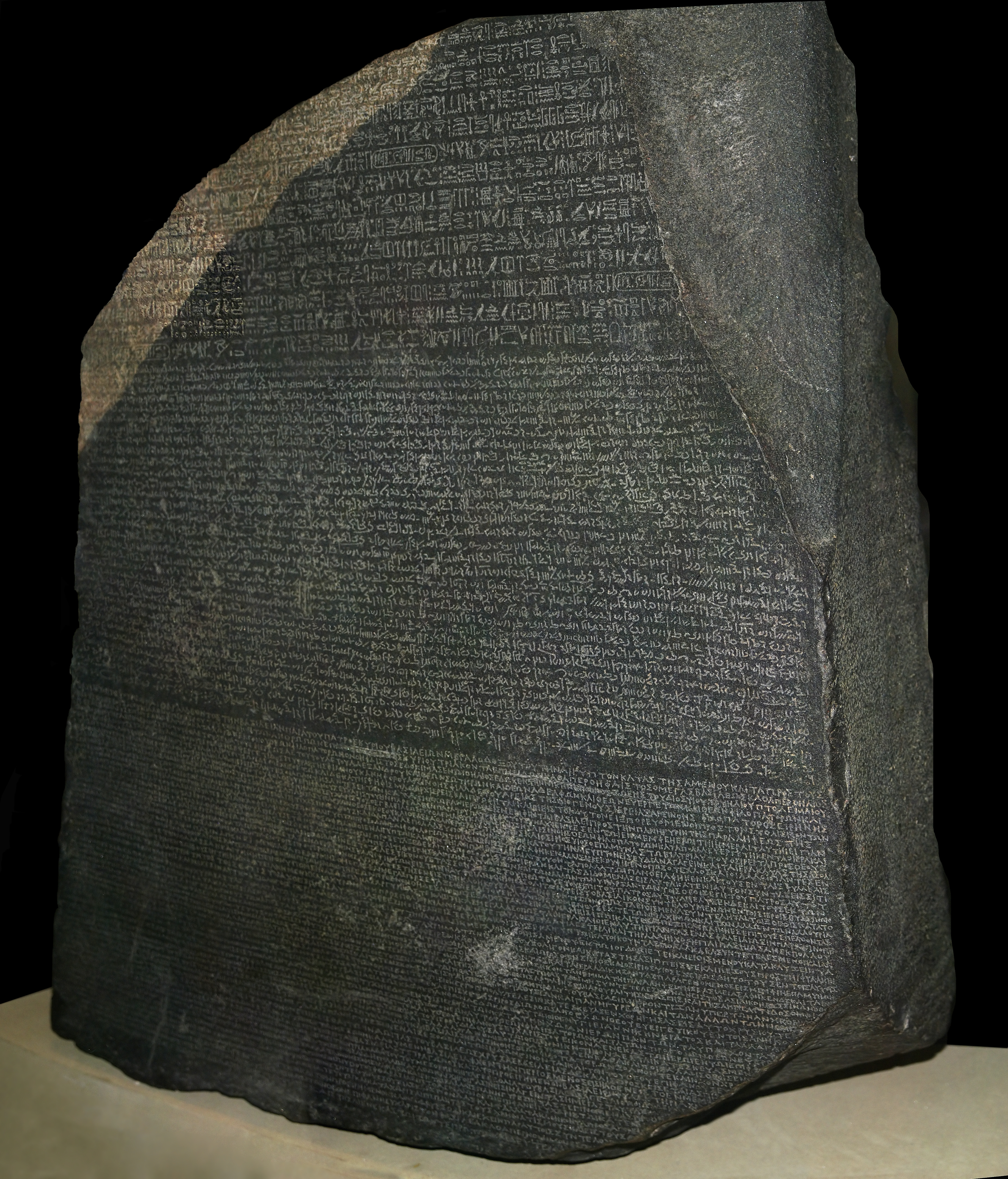
Steen van Rosetta

De Steen van Rosetta of steen van Rosette is een oud-Egyptisch document. Sinds de Overgave van Alexandrië in 1801 is hij in Britse handen.

## Kenmerken
De steen is een donkere granieten steen (van 112 bij 76 cm) die in juli 1799 in Egypte door Franse genietroepen werd ontdekt bij werkzaamheden aan het fort St.-Julien (nu Quaitbay) bij de Egyptische plaats Rosetta (nu El Rashid).
De steen is een tweetalige tekst, geschreven in drie verschillende schriften. Op de steen staat één tekst, geschreven op drie verschillende manieren: 
- in het Egyptisch door middel van Egyptische hiërogliefen,
- in het Egyptisch door middel van het demotisch schrift,
- in het Koinè-Grieks.

De tekst op de steen is een dankbetuiging van de priesters van Memphis aan koning Ptolemaeus V Epiphanes. De tekst is gedateerd op 27 maart van het jaar 196 v.C. Er zijn nog twee andere decreten gevonden, het decreet van Canopus (1866) en het decreet van Memphis (1902). Ook deze decreten waren tweetalig en in drie schriften en gaven daarmee verdere informatie over het demotisch en hiëroglyfisch schrift en de Egyptische taal.
Tijdens de expeditie van Napoleon naar Egypte werd de Steen van Rosetta op 15 juli 1799 door een Franse officier ontdekt. Deze werd toen aan de Franse generaal Jacques-François Menou overhandigd. Na de Overgave van Alexandrië door de Fransen in 1801 kwam de steen in Britse handen. De steen van Rosetta kan worden bezichtigd in het British Museum in Londen, waar hij al sinds 1802 wordt bewaard. Een kopie kan door iedereen bekeken en aangeraakt worden, het origineel staat in een vitrine. In Figeac, de geboorteplaats van de Franse taalkundige Jean-François Champollion (zie De ontcijfering), bevindt zich een kopie van de Steen van Rosetta evenals in het fort waar de steen in 1799 is gevonden. In Nederland was een kopie te vinden in het Rijksmuseum van Oudheden in Leiden (aangezien het een replica is, wordt deze niet meer getoond in het museum en wordt de replica in het depot bewaard) en in het Allard Pierson in Amsterdam.

## De ontcijfering

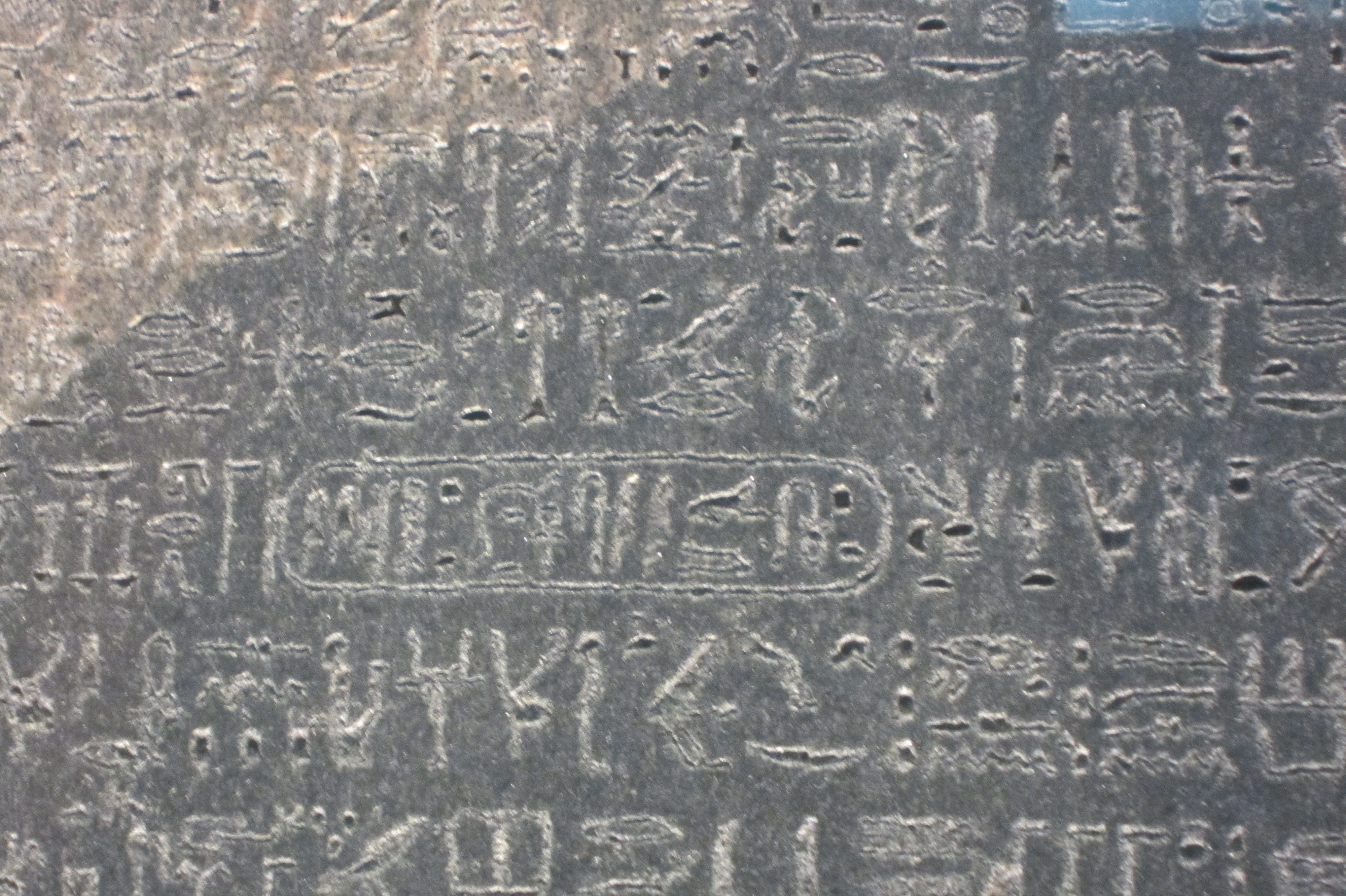
cartouche van Ptolemaios op de Steen van Rosetta (te lezen van rechts naar links)

De steen bleek een belangrijke sleutel te zijn voor het ontcijferen van hiërogliefen door Johan David Åkerblad, Thomas Young en Jean-François Champollion. Deze laatste lukte dat als eerste definitief in 1822. Dit leidde tot begrip van de betekenis van hiërogliefen, die vele eeuwen onontcijferd waren gebleven, en dus tot vele andere vertalingen.
Het viel Champollion en Young op dat de naam geschreven in een cartouche een koningsnaam moest voorstellen. Thomas Young beschouwde de hiërogliefen als een soort van rebus en sloeg de plank volledig mis. Champollion kon door middel van het vergelijken van Grieks en hiërogliefen, en methode van Åkerblad, tot de ontcijfering komen. Hij vergeleek ook de namen Cleopatra en Ptolemaios en kwam tot ontdekking dat beide namen sommige tekens gemeen hebben, deze zouden dan hetzelfde moeten zijn. Zijn conclusie was dat de tekens in de cartouches van buitenlandse heersers beschouwd moesten worden als eenlettertekens.

## Verwijzingen
- Naar de steen is een computerprogramma vernoemd om mensen nieuwe talen te leren (Rosetta Stone)
- Een ruimtesonde Rosetta
- Rosetta is een emulatorprogramma van computerfabrikant Apple.